# أنغكور ثوم
أنغكور ثوم (Angkor Thom, អង្គរធំ)؛ وتعني "المدينة العظيمة"، ويُطلق عليها أحيانًا نوكور ثوم (នគរធំ)، هي العاصمة الأخيرة والأكثر دوامًا لإمبراطورية الخمير. تأسست في أواخر القرن الثاني عشر على يد الملك جيافارمان السابع.:378–382:170 تغطي أنغكور ثوم مساحة قدرها 9 كيلومترات مربعة، وتضم آثارًا من عصور سابقة بالإضافة إلى المعالم التي أنشأها جيافارمان وخلفاؤه. في مركز المدينة يقع معبده الرسمي بايون، وتحيط به المعالم الكبرى حول "ساحة النصر" في الشمال مباشرة. وتعدّ من أهم المقاصد السياحية في جنوب شرق آسيا.

## التسمية
الاسم أنغكور ثوم (អង្គរធំ) هو شكل محوّر عن التسمية الأصلية نوكور ثوم (នគរធំ)، والتي يُعتقد أنها الاسم الأصلي الصحيح. فكلمة نوكور (នគរ) مشتقة من الكلمة السنسكريتية ناغارا (नगर) التي تعني "مدينة"، وتُدمج مع الكلمة الخميرية ثوم (ធំ) والتي تعني "عظيم" أو "كبير"، لتشكل "نوكور ثوم"، ثم تطوّرت لاحقًا إلى "أنغكور ثوم".

## التاريخ

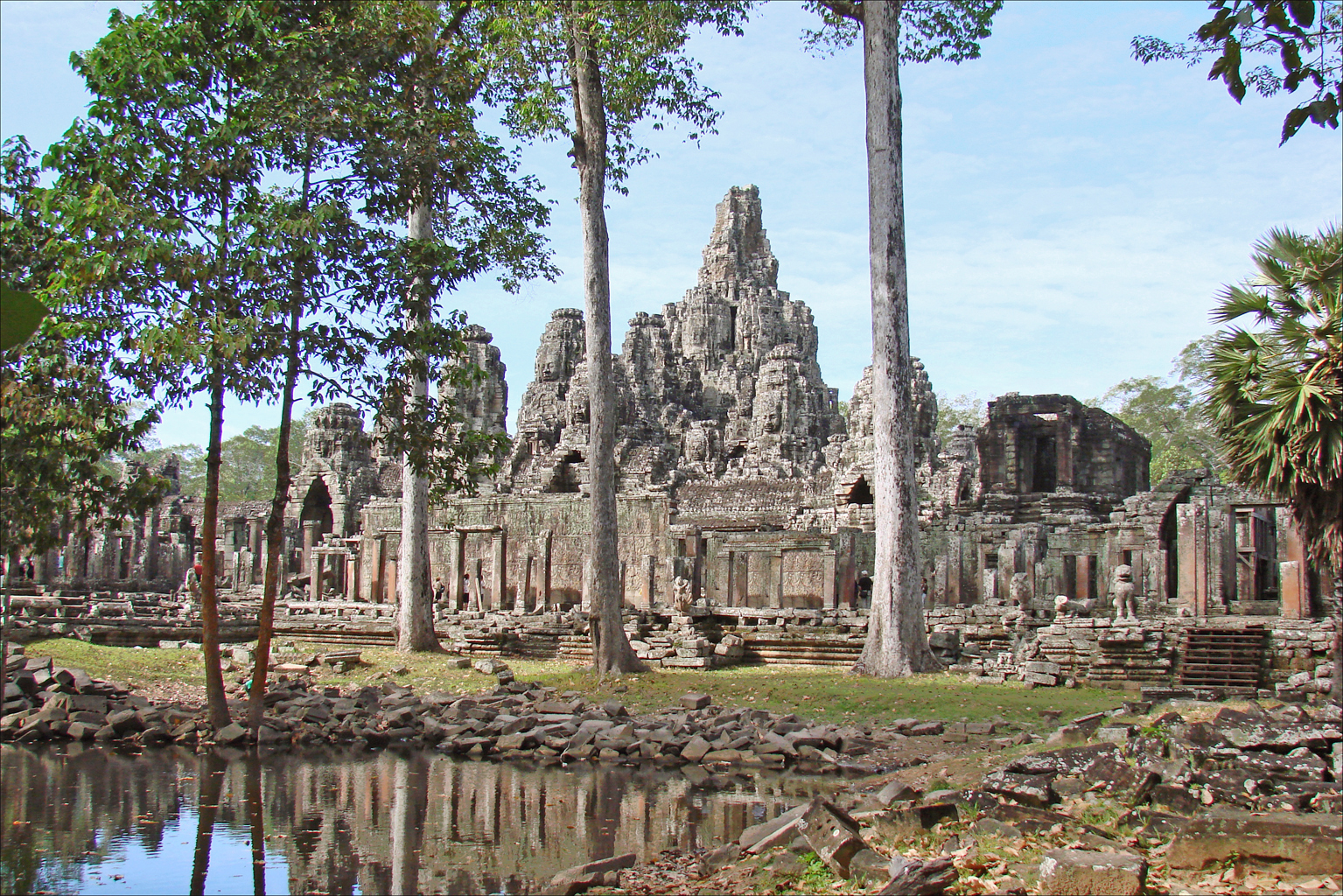
معبد بايون

أنشأ جيافارمان السابع أنغكور ثوم كعاصمة لإمبراطوريته ومركزًا لمشروعه المعماري الضخم. وقد وُصف في إحدى النقوش بأنه العريس والمدينة عروسه.:121
ومع ذلك، لم تكن أنغكور ثوم أول عاصمة للخمير في هذا الموقع. فقد سبقتها ياسودهارابورا قبل حوالي ثلاثة قرون، وكانت تقع إلى الشمال الغربي قليلًا، بحيث تداخلت أنغكور ثوم مع أجزاء منها. من أبرز معابد تلك الفترة السابقة داخل المدينة: بافون، ومعبد فيمياناكاس الذي أصبح جزءًا من القصر الملكي. لم يكن هناك تمييز حاسم بين أنغكور ثوم وياسودهارابورا في الاستخدام، فحتى القرن الرابع عشر ظهرت نقوش تستخدم الاسم الأقدم.:138 أما اسم "أنغكور ثوم" (أي "المدينة العظيمة") فقد شاع استخدامه منذ القرن السادس عشر.
كان آخر معبد بُني في أنغكور ثوم هو مانغالرثا، وقد دُشّن عام 1295. ومنذ ذلك الحين لم يُشيد شيء جديد بالحجارة، بل اقتصر البناء على مواد قابلة للتلف، لم يبقَ منها أثر.
اجتاح مملكة أيوثايا بقيادة الملك بوروماراتشاثيرات الثاني المدينة، مما أجبر الخمير بقيادة بونه يات على نقل العاصمة جنوب شرقًا إلى بنوم بنه.:29
وبحسب تقارير تعود إلى عام 1609، فإن المدينة كانت مهجورة حين زارها مستكشف أوروبي ووصفها بأنها "خيالية مثل أطلانتس عند أفلاطون".:140 ويُعتقد أن عدد سكانها تراوح بين 80,000 و150,000 نسمة.
وقد وصفها شعر "أنغكور وات" الذي أُلّف بالخميرية عام 1622 بجمالها الفريد.

## الطراز المعماري
تتبع أنغكور ثوم طراز بايون. ويتجلى ذلك في ضخامة الإنشاءات، واستخدام اللترَيت على نطاق واسع، والوجوه الحجرية التي تعلو بوابات المدينة، والتماثيل العملاقة التي تمسك بالأفاعي (ناغا) حول كل بوابة.

## الموقع

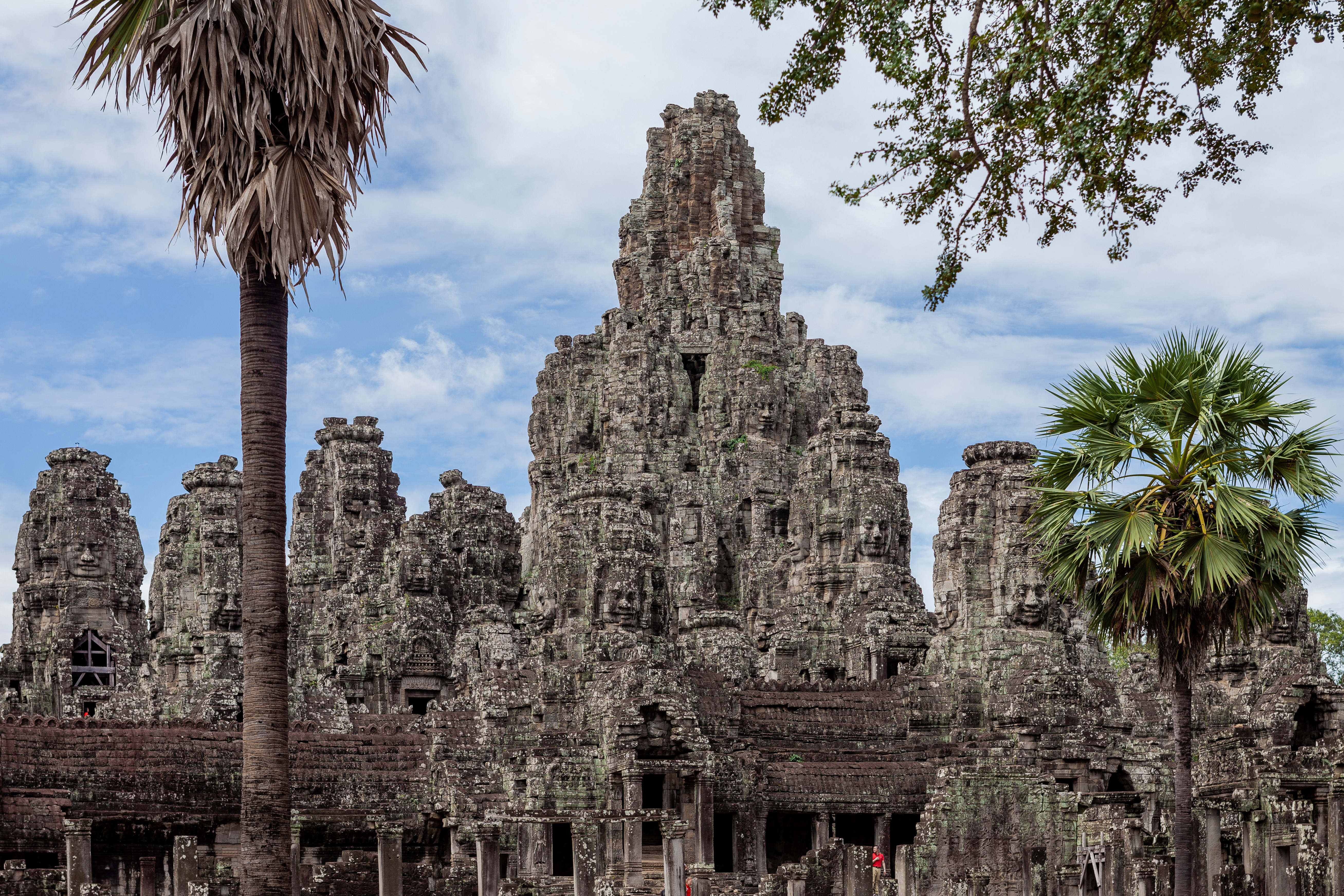
وجوه براسات بايون

تقع المدينة على الضفة الغربية من نهر سيم ريب، أحد روافد تونلي ساب، على بعد أقل من نصف كيلومتر من النهر. تبعد بوابتها الجنوبية حوالي 7.2 كيلومتر شمال سيم ريب، و1.7 كيلومتر شمال مدخل أنغكور وات. الجدران المرتفعة بعلو 8 أمتار والمزودة بخنادق مائية، يبلغ طول كل منها 3 كيلومترات، وتشكل محيطًا لمربع بمساحة 9 كم².
الجدران مبنية من اللتريت ومدعّمة بالتراب، وعلى أعلاها درابزين. تتوزع البوابات الأربع على الجهات الأساسية، وتقود الطرق منها إلى معبد بايون في المركز. وبما أن معبد بايون نفسه بلا سور ولا خندق، فقد فُسّر سور المدينة كرمز للجبال والمحيطات التي تحيط بـجبل ميرو المقدّس.:81
هناك بوابة خامسة تُعرف بـ"بوابة النصر"، تقع على بُعد 500 متر شمال البوابة الشرقية، ويقود منها "طريق النصر" إلى "ساحة النصر" والقصر الملكي في شمال بايون. وتُعدّ البوابة الجنوبية الأكثر زيارة اليوم باعتبارها المدخل السياحي الرئيسي للمدينة.
الوجوه الحجرية على أبراج البوابات والتي يبلغ ارتفاعها 23 مترًا، هي إضافات لاحقة، وتشبه تلك الموجودة على بايون. ويُعتقد أنها تمثل إما الملك نفسه، أو أفالوكيتيشفارا (بوديساتفا الرحمة)، أو حماة الجهات الأربع.
قبل كل بوابة يمتد جسر عبر الخندق، محاط من جانبيه بصفوف من ديفا على اليسار، وأسورا على اليمين، يمسكون بـ"ناغا" في وضع أشبه بشد الحبل، وهو إشارة إلى أسطورة خض اللبن. وقد تكون بوابة المدينة (أو معبد بايون) هي محور عملية الخض في الرمز الأسطوري.
وفي زوايا المدينة الأربع توجد معابد "براسات شرونغ" المشيدة من الحجر الرملي، والمكرسة لأفالوكيتيشفارا. هذه المعابد ذات تصميم صليبي، مع برج مركزي موجه نحو الشرق.
وكانت المدينة تحتوي على نظام قنوات تنقل المياه من الشمال الشرقي إلى الجنوب الغربي. أما المساحات الداخلية فكانت تضم الأبنية المدنية، التي اندثرت، ويغطيها اليوم غطاء غابي.
معظم آثار أنغكور الكبرى تحتوي على نقوش بارزة واسعة النطاق، تُصوِّر العديد من الآلهة والإلهات والكائنات الأخرى الأسطورية المستمدة من القصص الدينية والملاحم الهندوسية. وتختلط هذه النقوش بصور لحيوانات معروفة مثل الفيلة، والثعابين، والأسماك، والقرود، إلى جانب مخلوقات تشبه التنين تبدو مشابهة للأفاعي المطوّلة ذات الأرجل والمخالب التي تظهر في الفنون الصينية التقليدية.
لكن في آثار تا بروهم، وبالقرب من مدخل حجري ضخم، يمكن رؤية أن "الدوائر المزخرفة على أعمدة الجهة الجنوبية من المدخل الغربي فريدة في تصميمها".
فما يُرى هو دوائر مزخرفة تحتوي على صور حيوانات مألوفة مثل الخنازير، والقرود، والجاموس، والدجاج، والثعابين. ولا تظهر أية كائنات أسطورية ضمن تلك الرسوم، ما يشير إلى أنها تمثّل الحيوانات التي كانت مألوفة لسكان الخمير في القرن الثاني عشر الميلادي.

## معرض الصور

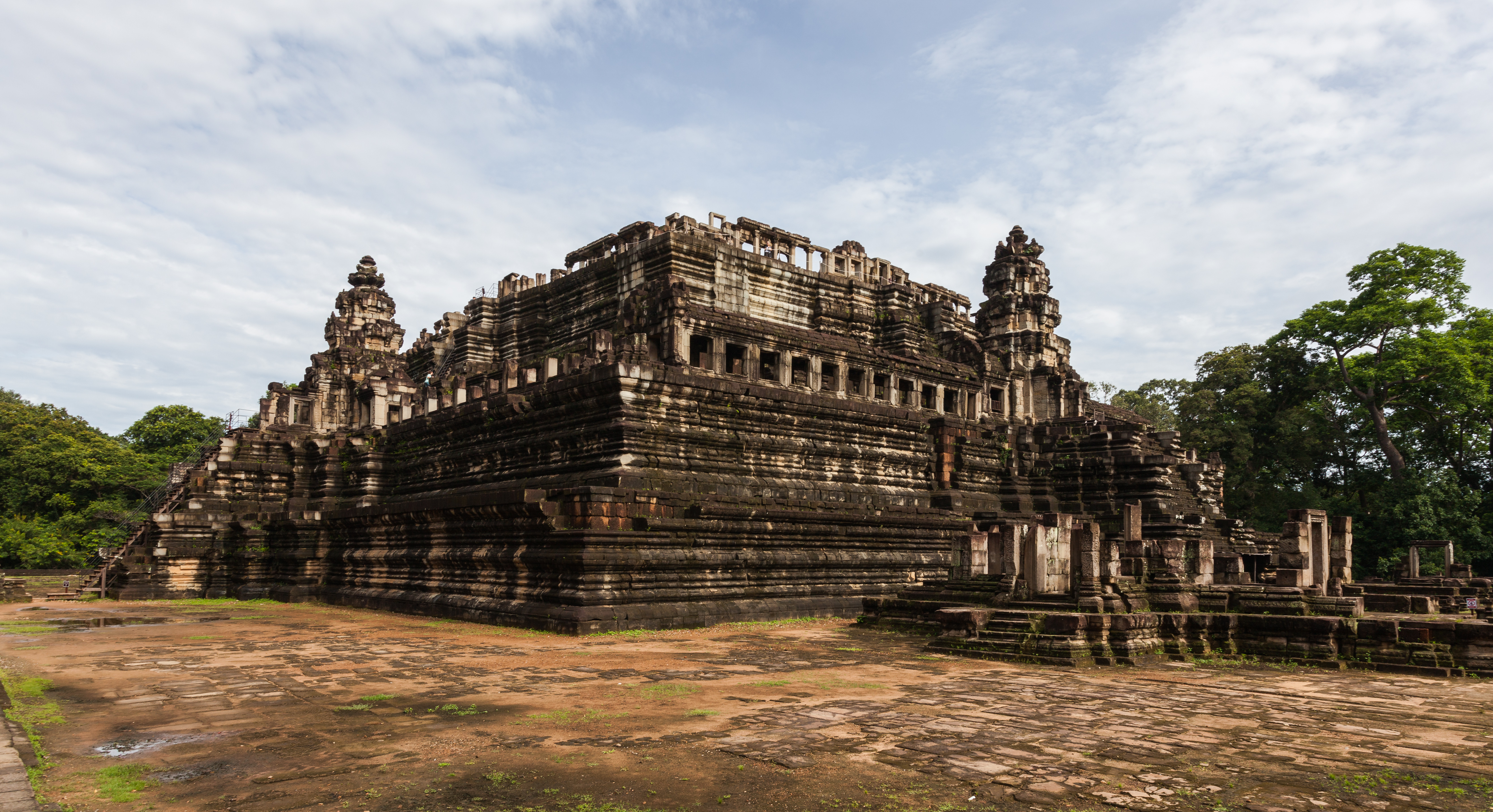
بافون
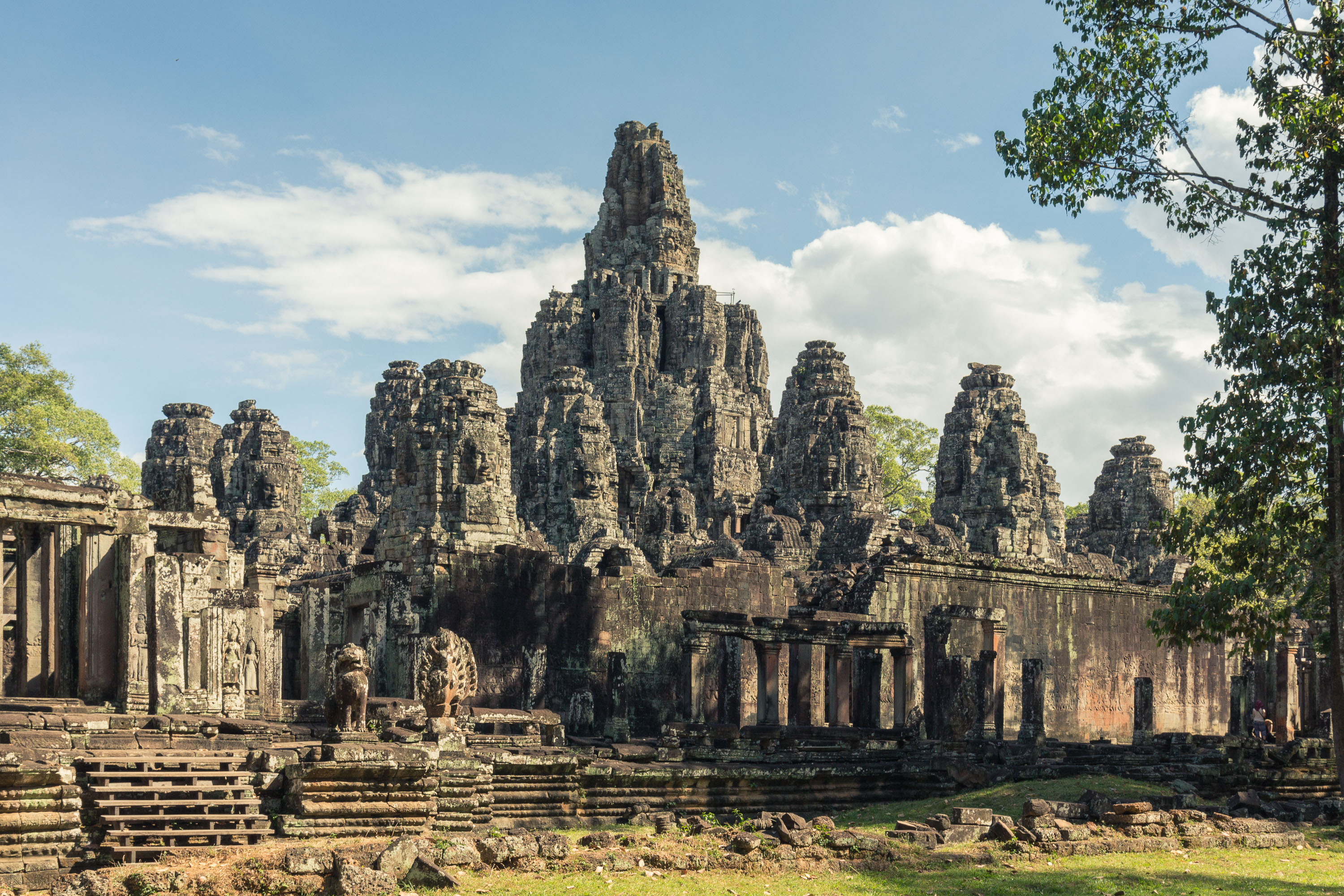
بايون، أبرز معبد في أنغكور ثوم
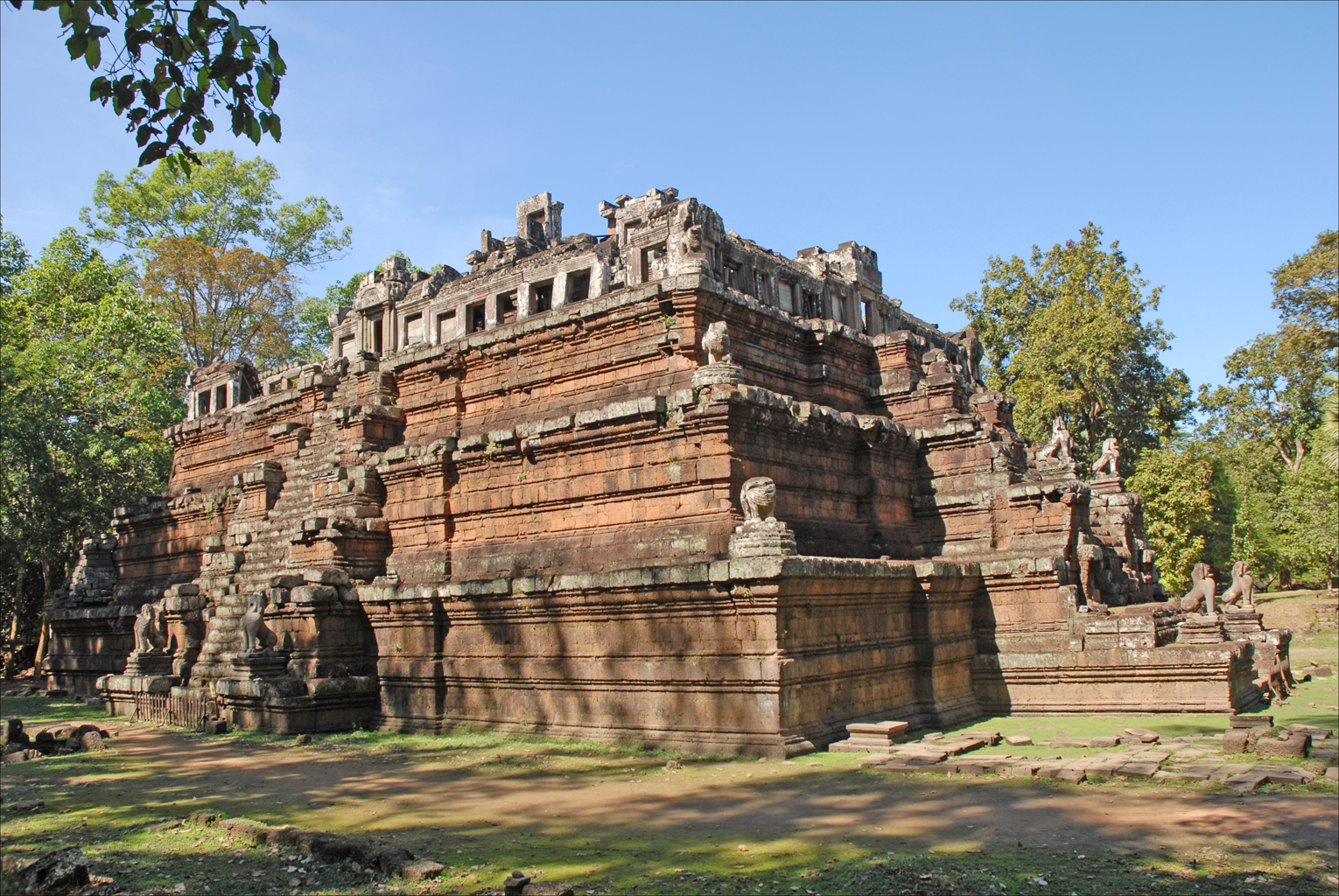
فيمياناكاس
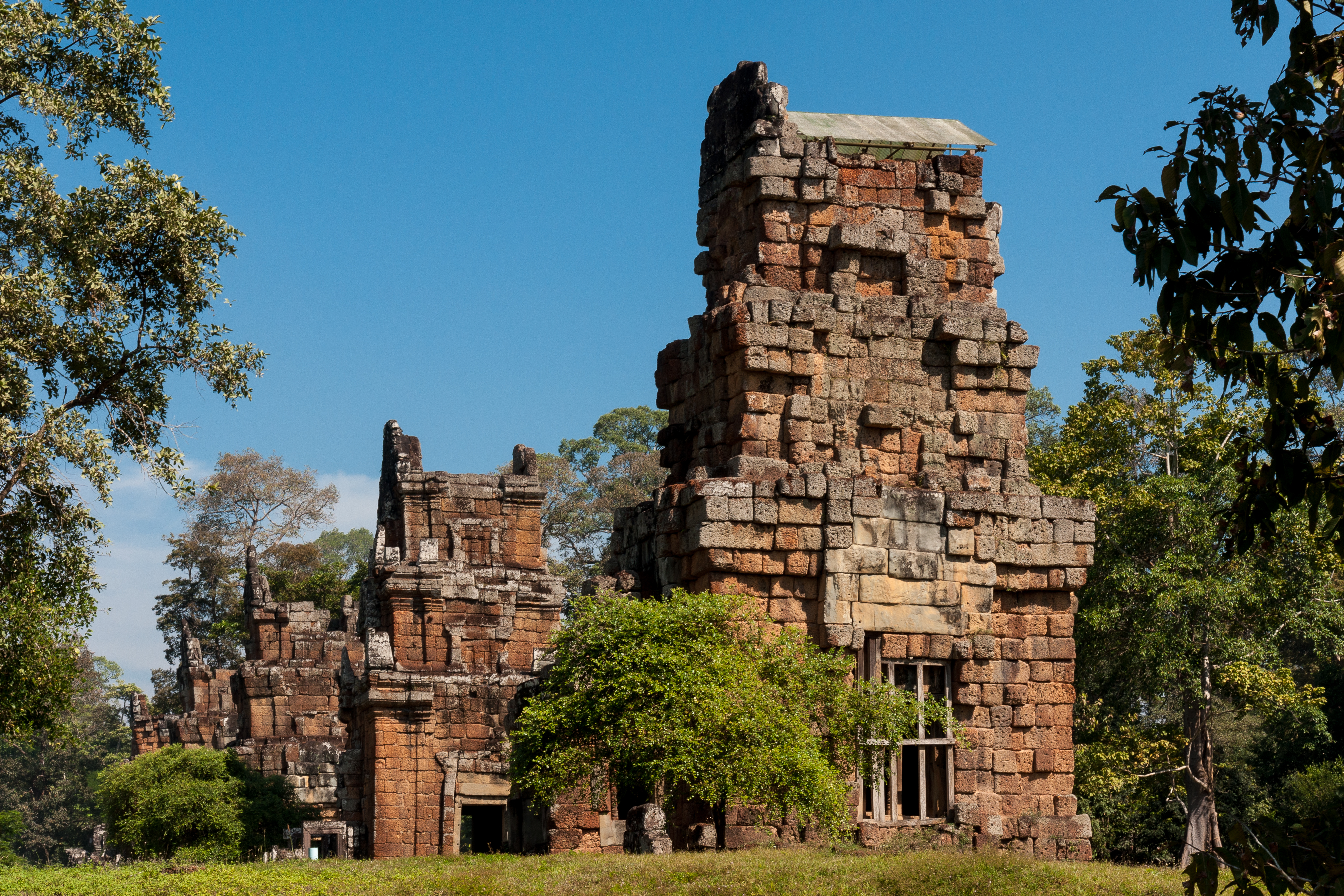
براسات سور برات
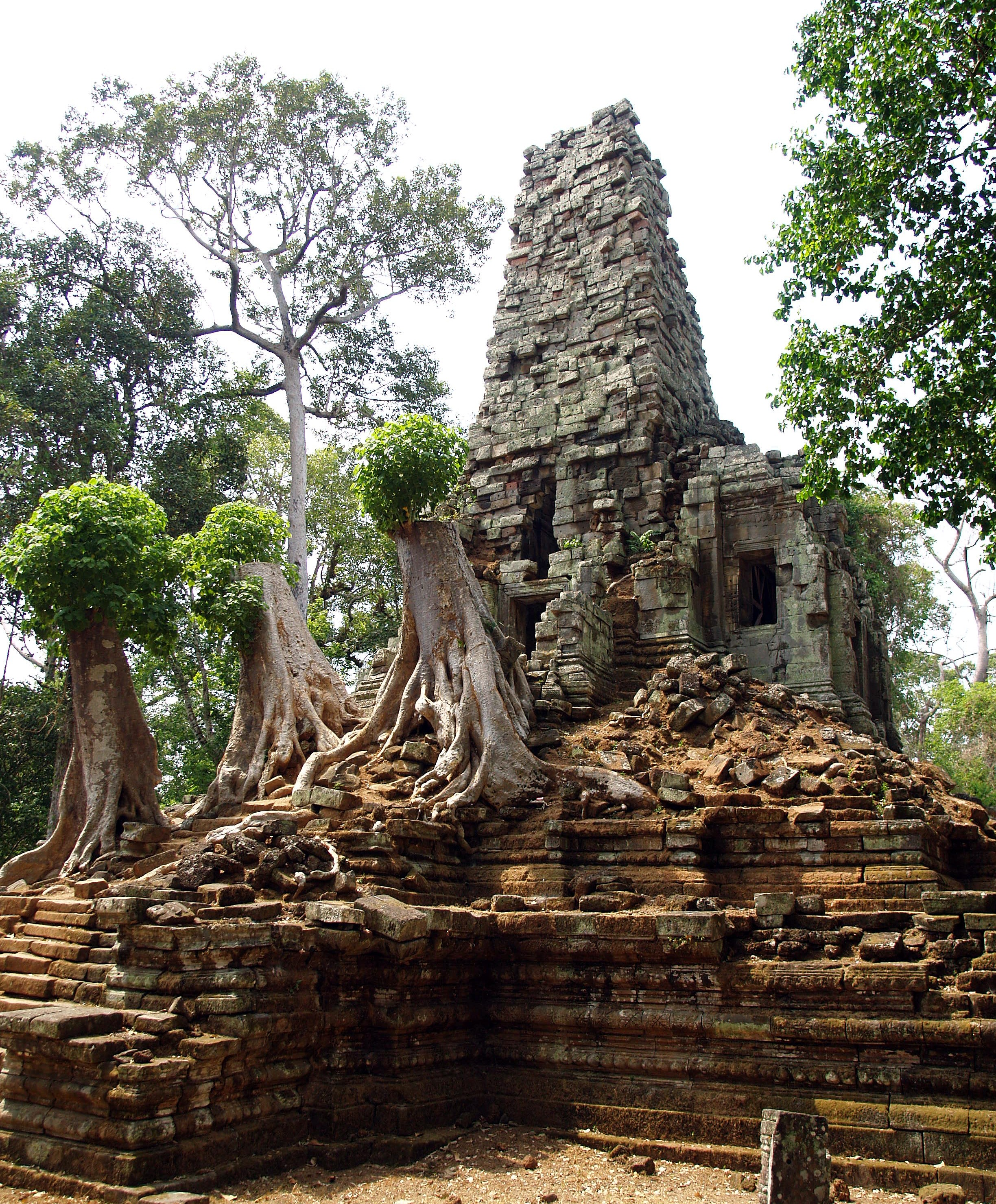
بريه باليلاي
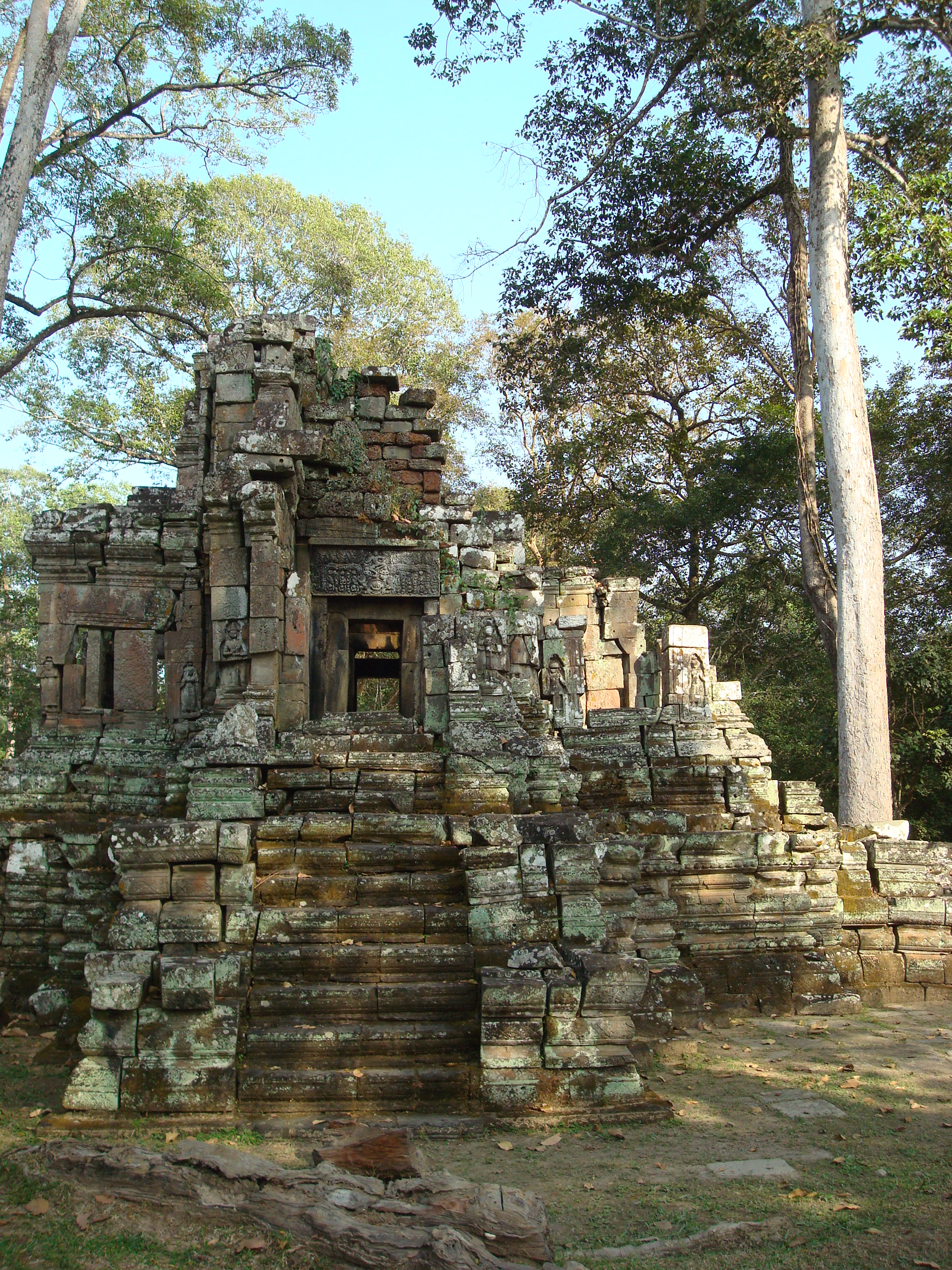
بريه بيتو
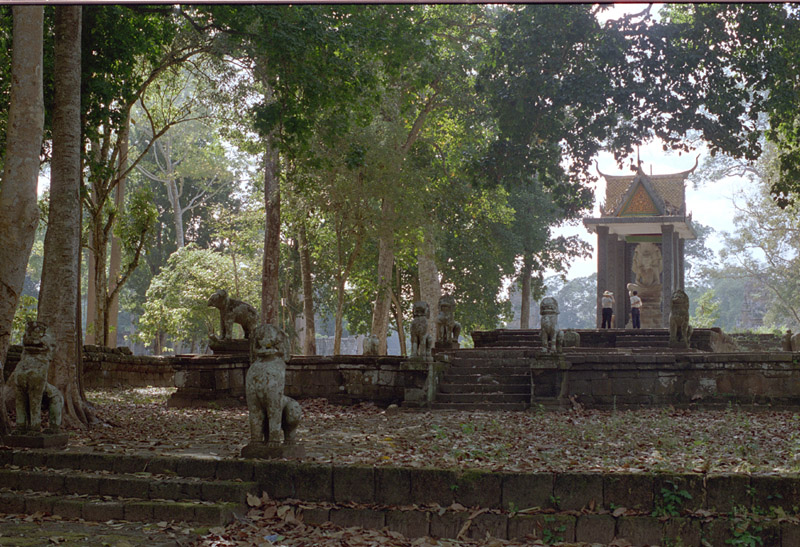
بريه فيهير برام بي ليفين
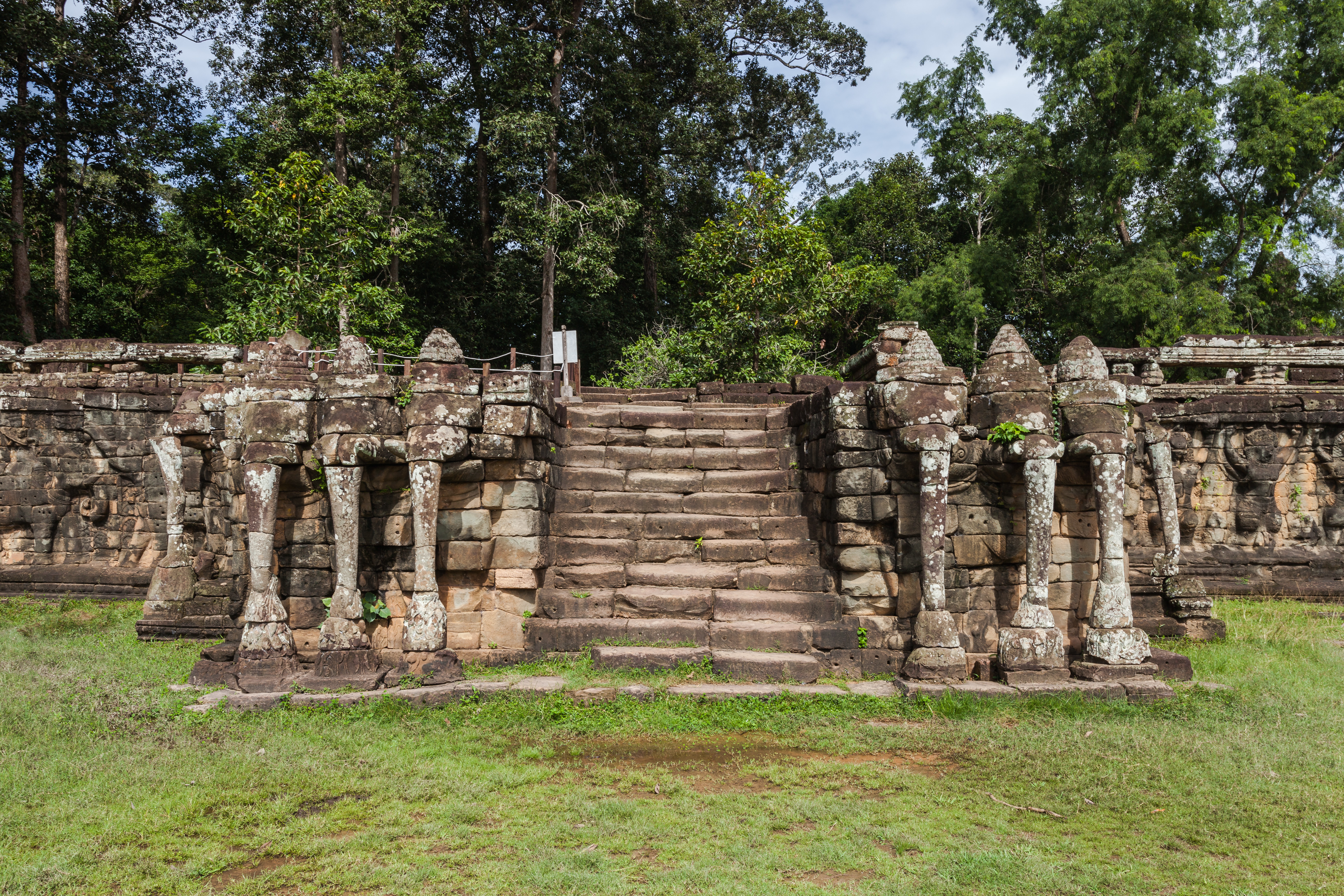
شرفة الأفيال
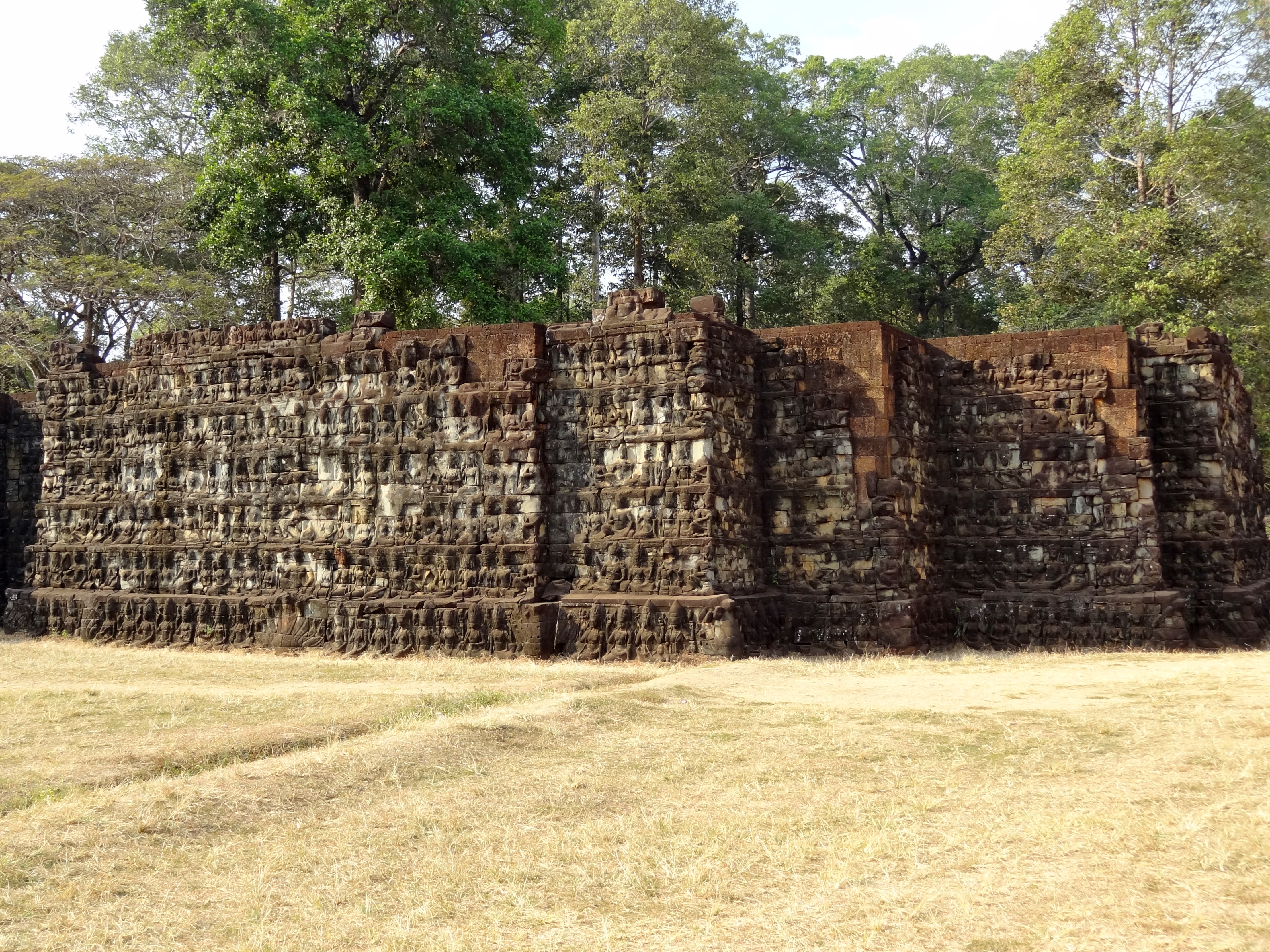
شرفة ملك الجذام
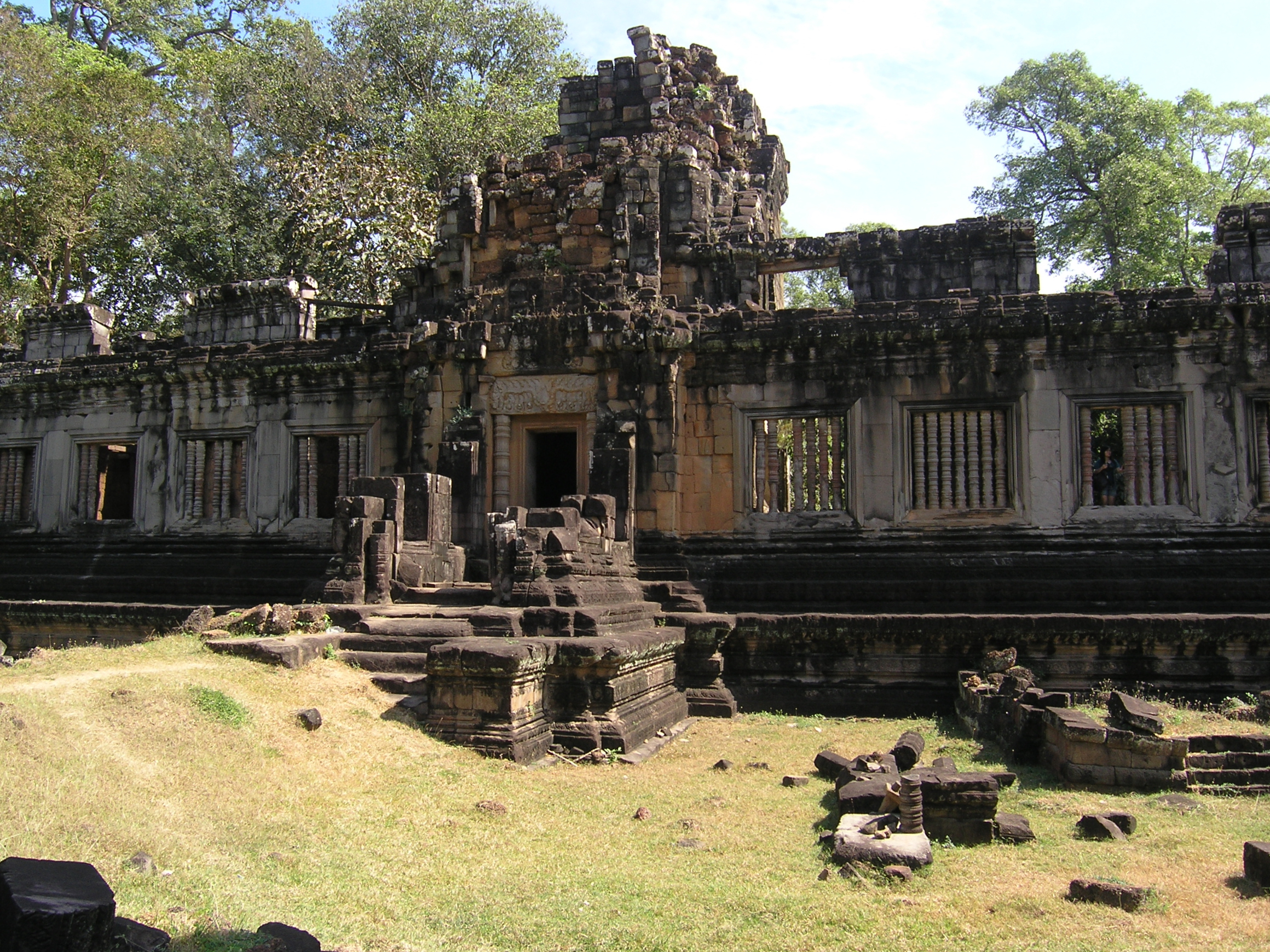
خليانغ
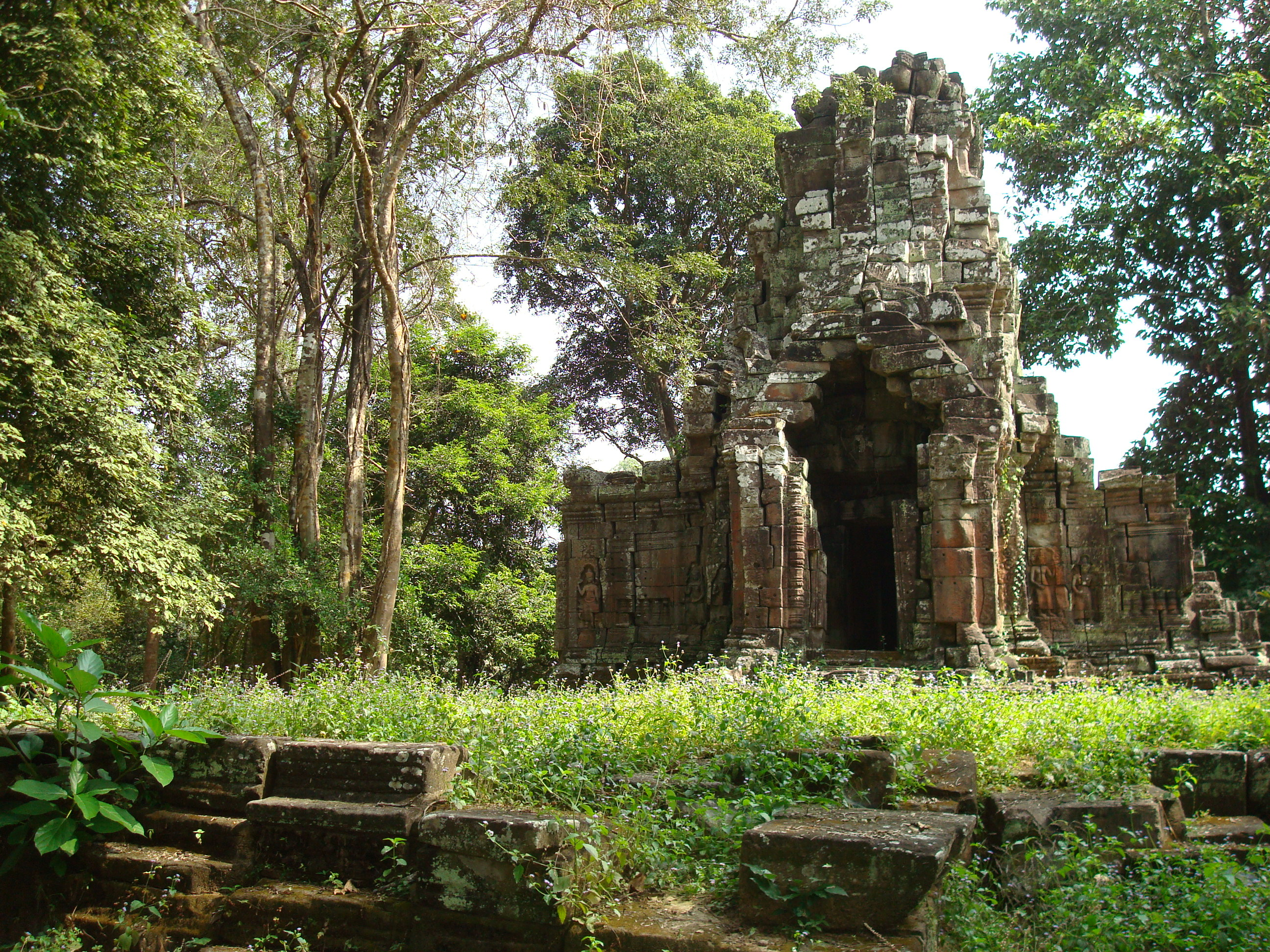
براسات شرونغ
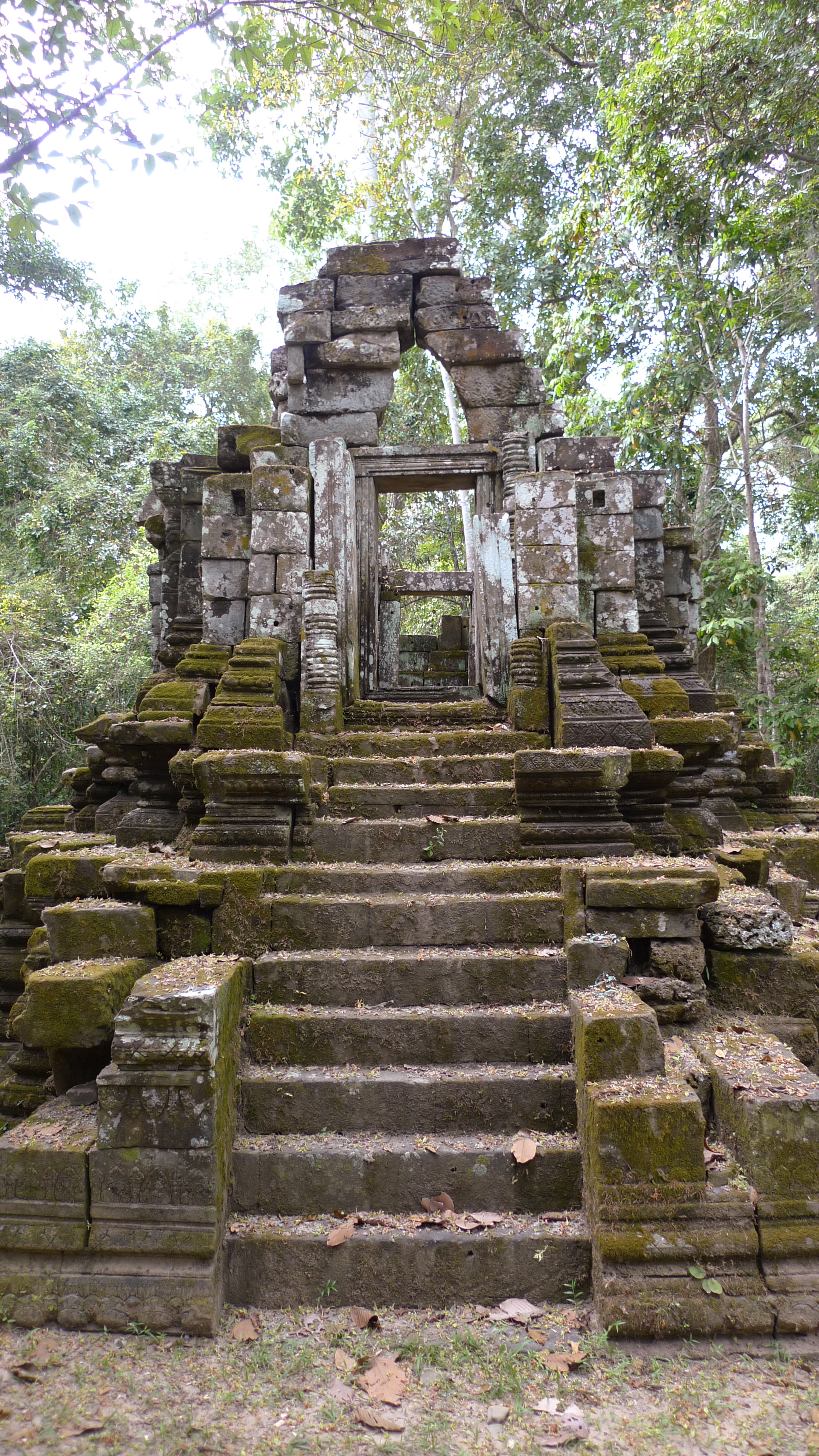
مانغالرثا
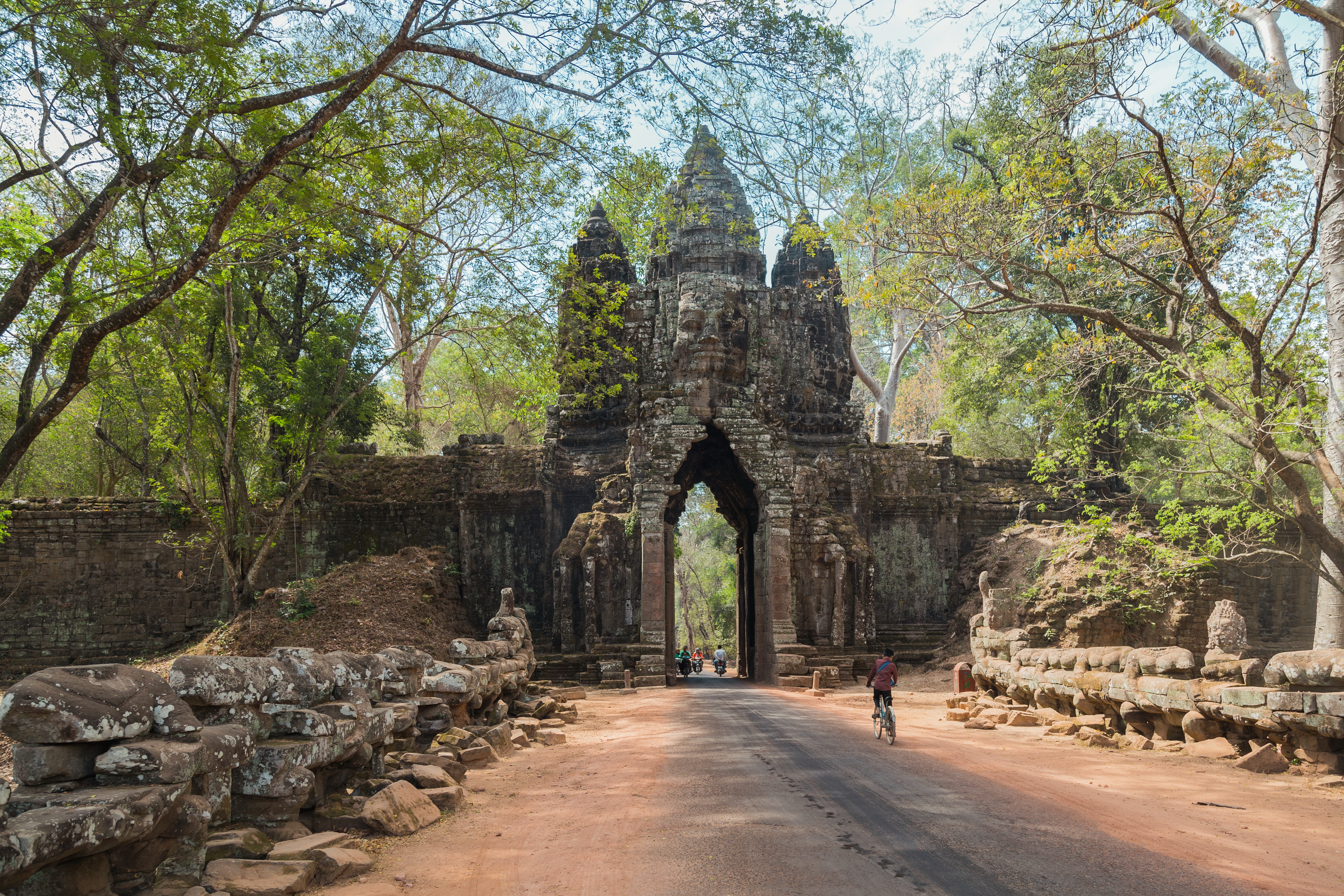
البوابة الشمالية
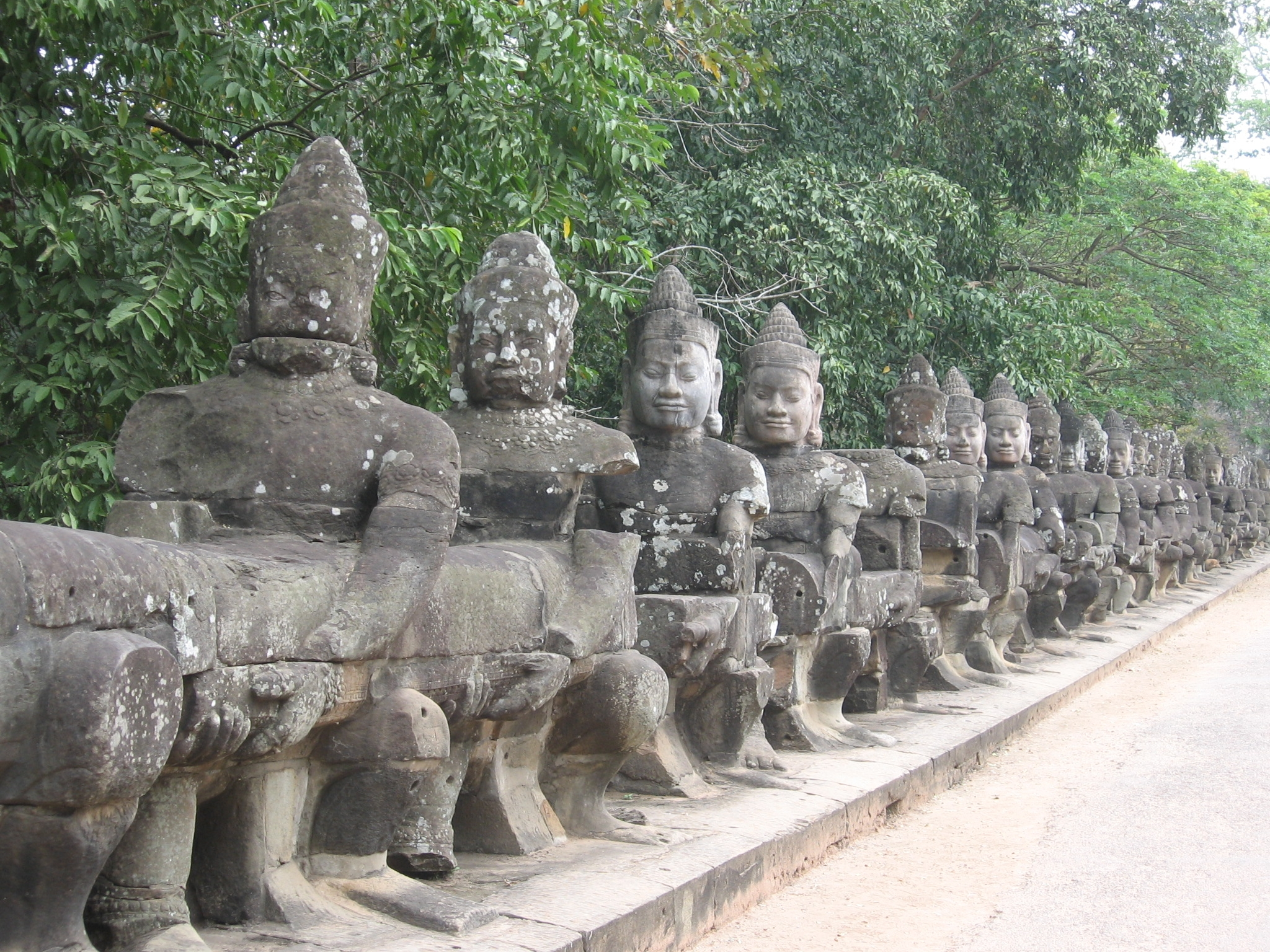
جسر البوابة الجنوبية
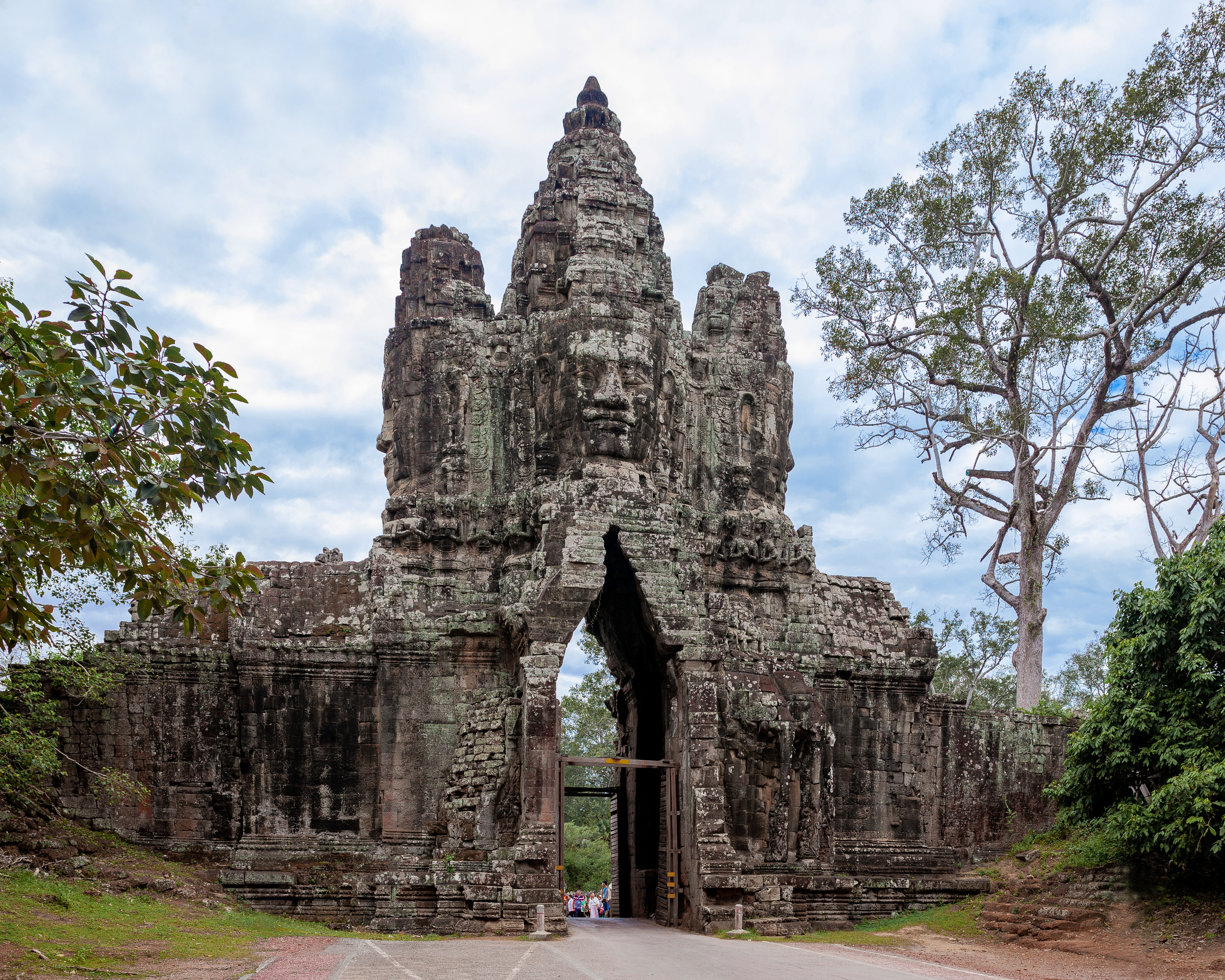
البوابة الجنوبية
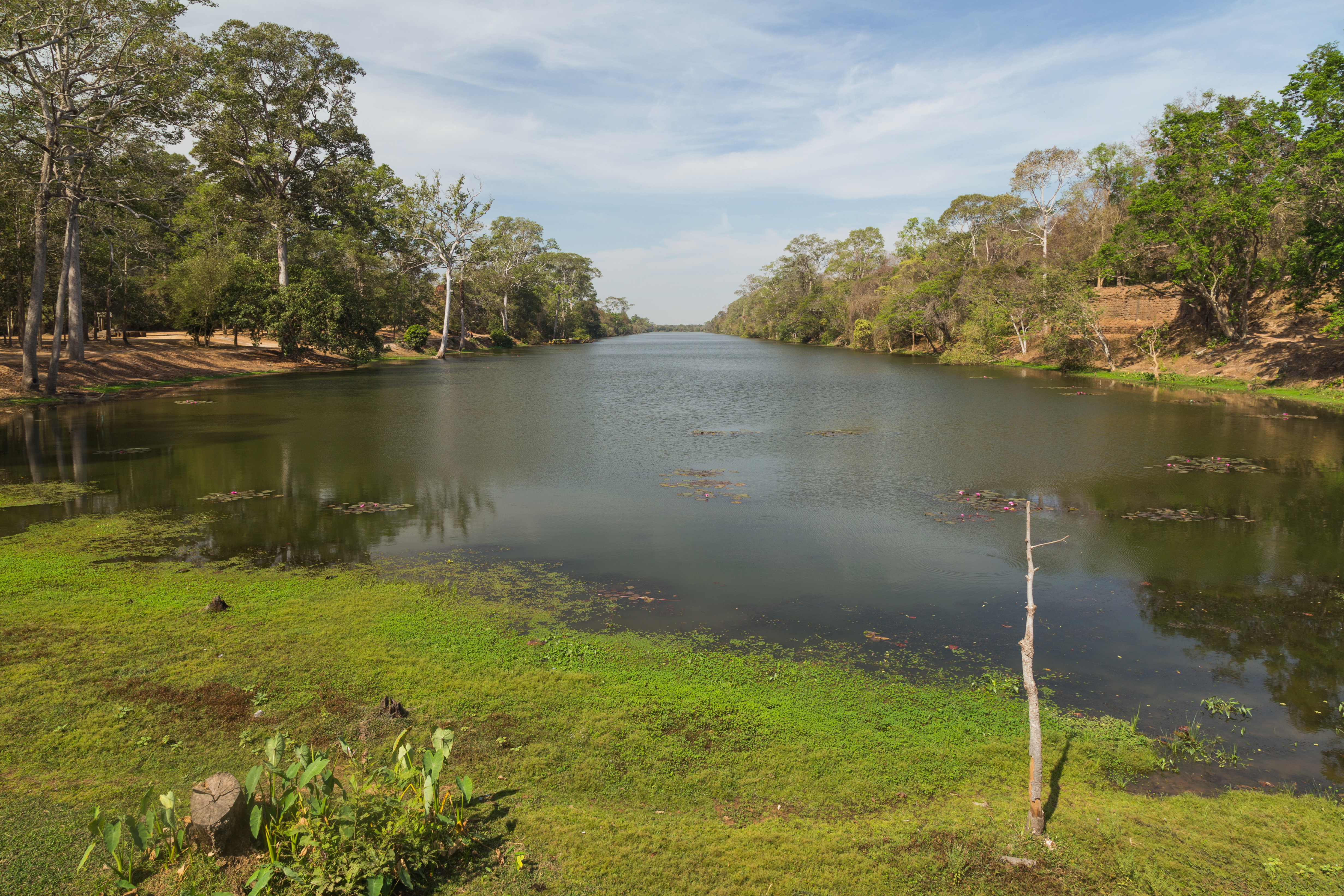
الخندق عند البوابة الجنوبية
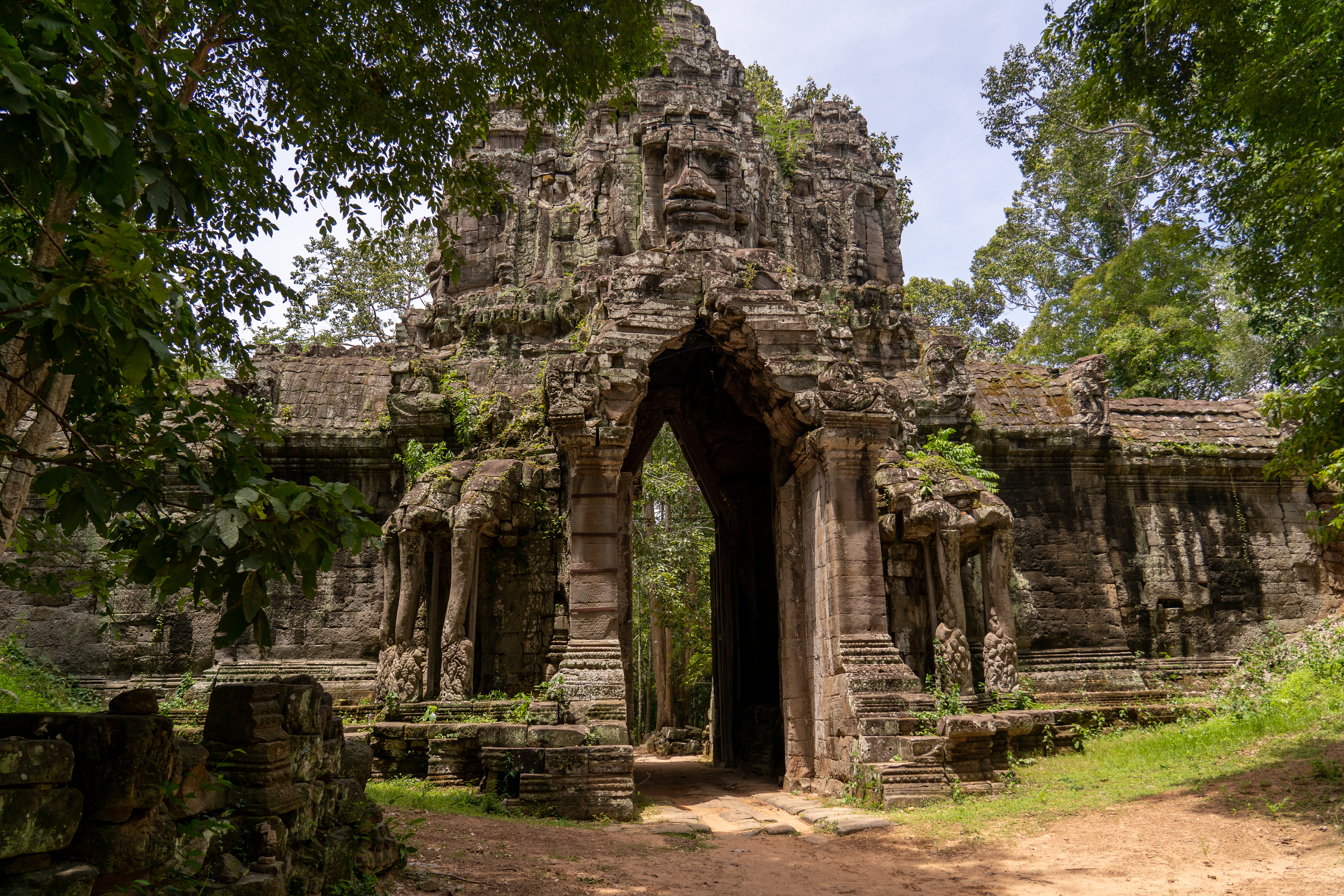
الواجهة الغربية للبوابة الشرقية، المعروفة أيضًا بـ"بوابة الموتى"
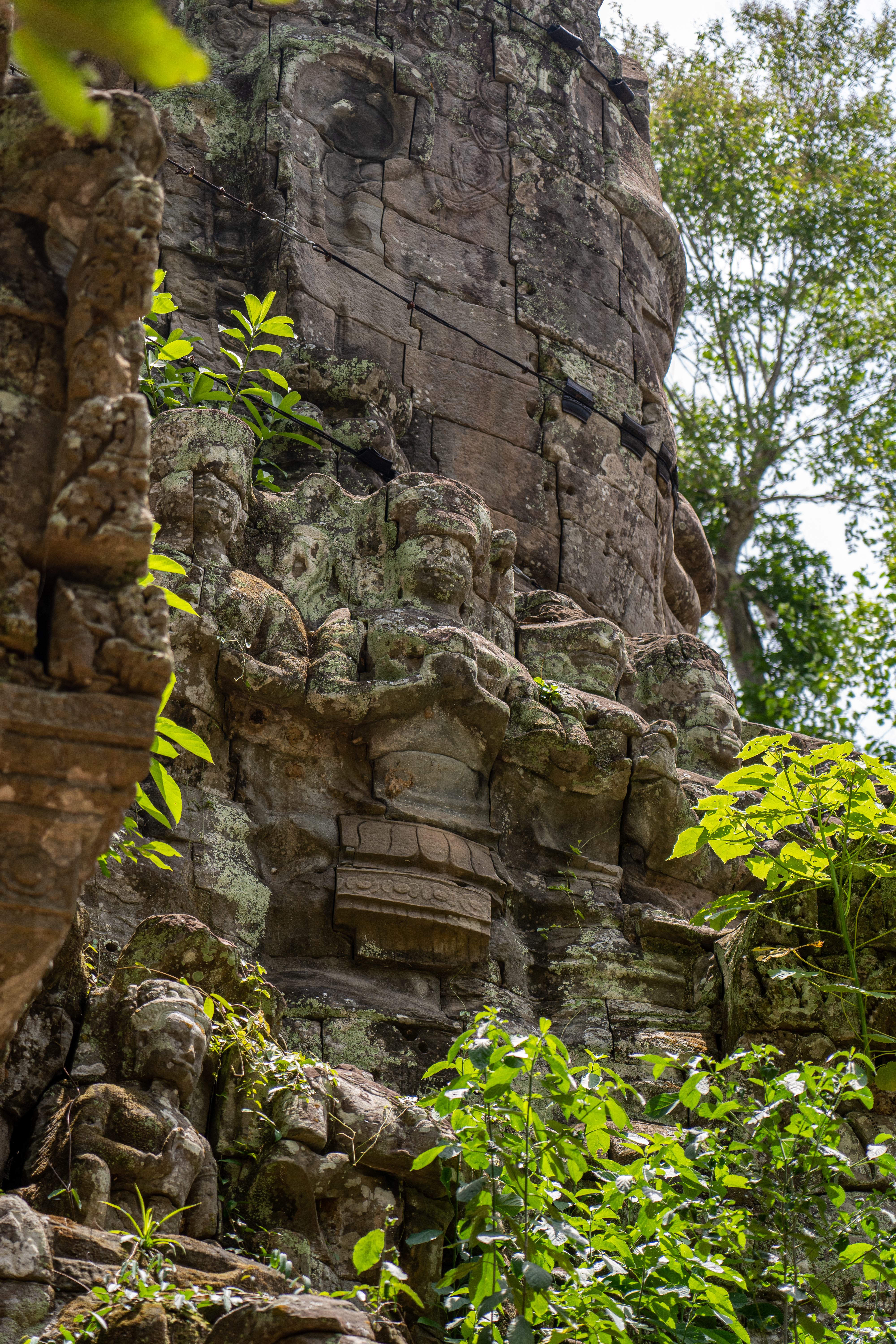
تفصيل للواجهة الشرقية من بوابة الموتى
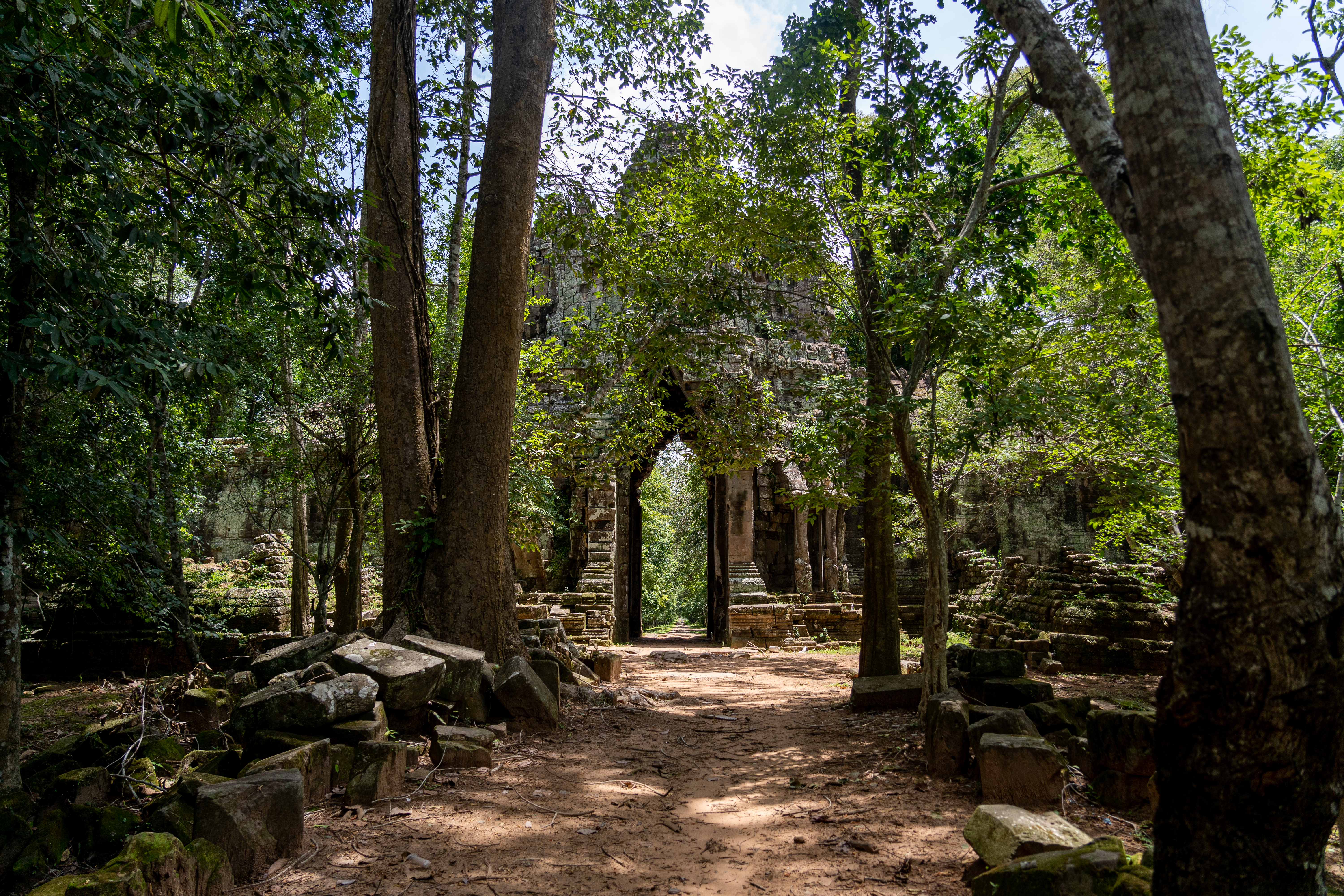
الطريق المؤدي إلى بوابة الموتى
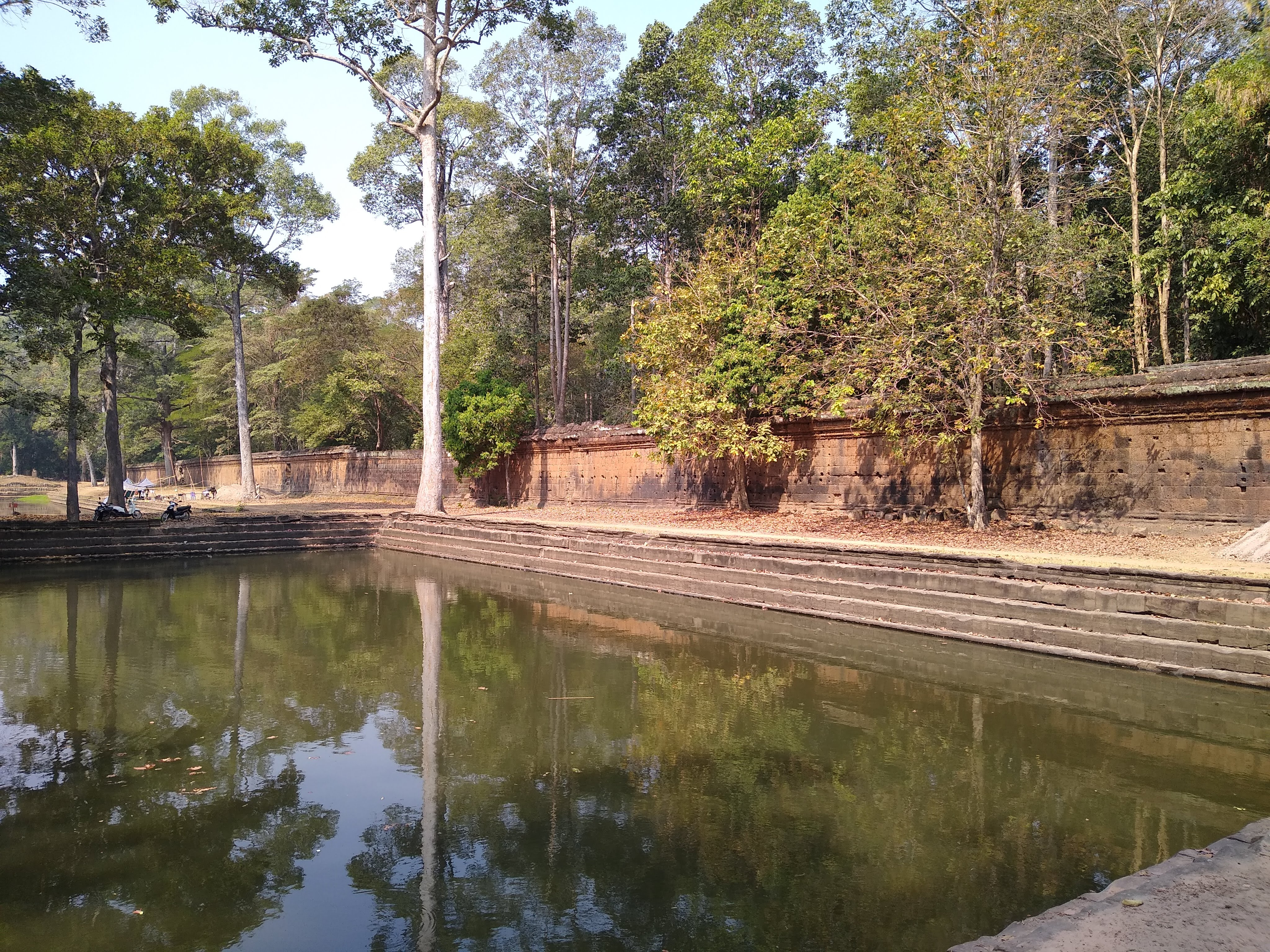
البركة الشرقية للقصر الملكي
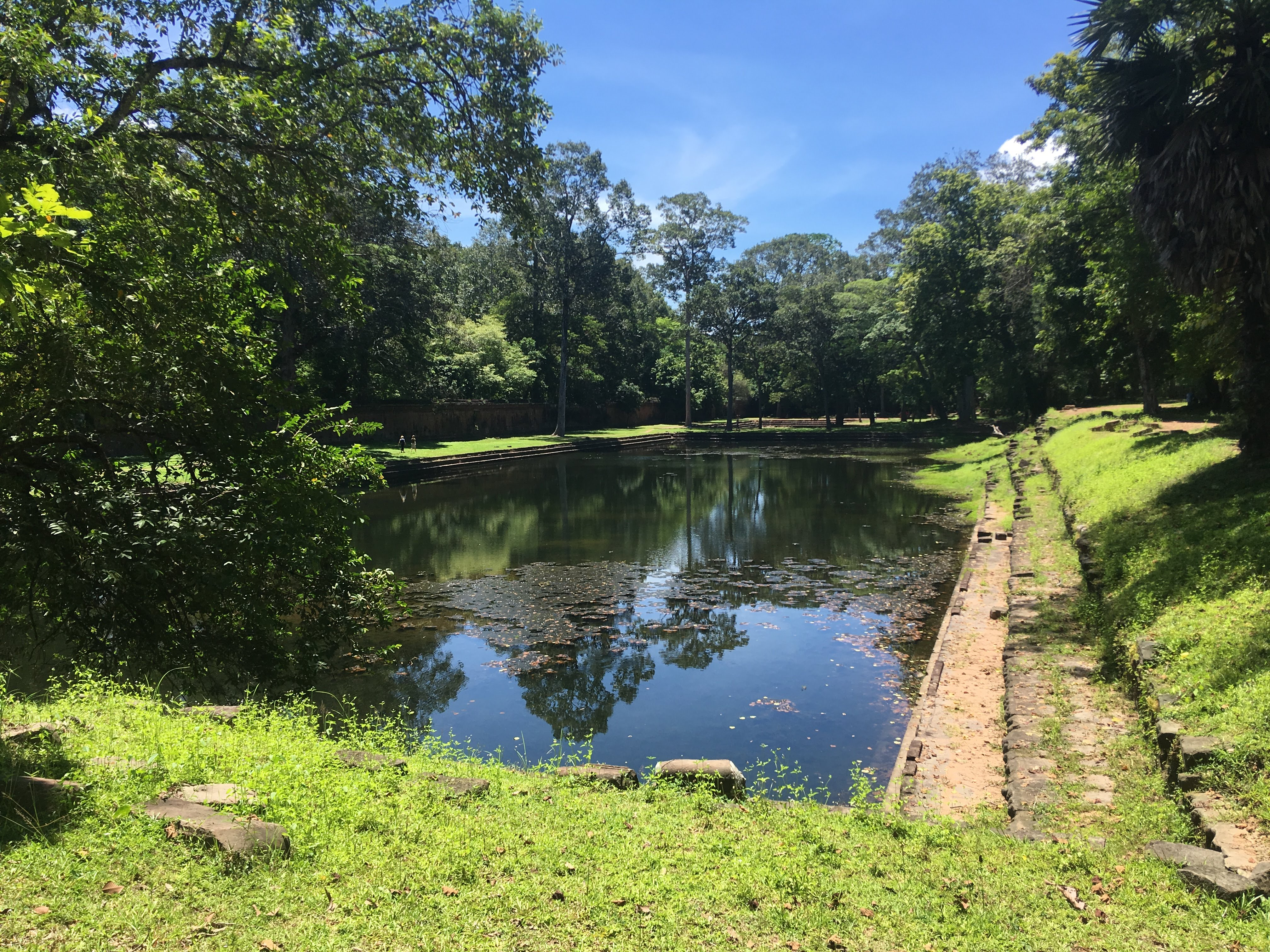
بركة قرب فيمياناكاس

## في الثقافة الشعبية
- ذُكر مجمّع أنغكور بشكل عابر في فيلم كينغ كونغ عام 1933.[11]
- ظهرت أنغكور ثوم في فيلم لارا كروفت: تومب رايدر، حيث زارت الشخصيات الموقع خلال بحثها عن جزء من "مثلث النور".
- في رواية جيمس رولينز الرابعة من سلسلة SIGMA Force بعنوان The Judas Strain (2007)، تقودهم الرحلة للعثور على علاج لوباء إلى أنغكور ثوم بعد تتبّع مسار ماركو بولو.
- في رواية بيتر بورن "الوثنيون الذهبيون" (حوالي 1956)، يُرسل الأبطال إلى الجزيرة العربية خلال الحروب الصليبية، ويُؤسرون ويُجبرون على العمل لدى الخمير في بناء جزء مما أصبح أنغكور ثوم.
- يظهر المشهد الافتتاحي لفيلم الأنمي Patlabor the Movie 2 شبيهًا بأنغكور ثوم، بحسب ما صرّح به هاياو ميازاكي في مقابلة مع المخرج مامورو أوشي ومجلة أنميج (أكتوبر 1993).[12]
- في لعبة Civilization IV: Beyond the Sword، تُعدّ أنغكور ثوم ثالث مدينة يُنشئها اللاعب في حضارة الخمير بعد ياسودهارابورا وهاريهارالايا.
- تظهر أنغكور ثوم في لعبة Eternal Darkness: Sanity's Requiem كموقع لمعبد كمبودي يحوي الكائن القديم "مانتورك".
- في لعبة سيفيليزيشن 6، تُعتبر أنغكور ثوم عاصمة حضارة الخمير.
- ظهرت البوابة الشرقية لأنغكور ثوم كموقع استراحة في الحلقة العاشرة من الموسم الثاني والثلاثين من برنامج The Amazing Race.[13]

## وصلات خارجية
- أنغكور ثوم على Beyond Angkor – قاعدة بيانات شاملة تقدم خرائط تفاعلية لجميع المواقع التاريخية المرتبطة بأنغكور ثوم